# Coniocompsa arabica
Coniocompsa arabica är en insektsart som beskrevs av György Sziráki 1992. Coniocompsa arabica ingår i släktet Coniocompsa och familjen vaxsländor. Inga underarter finns listade i Catalogue of Life.